# Kulosaari Station
Kulosaari Station (finsk: Kulosaaren metroasema, svensk: Brändö metrostation) er en station på 
linje M1 og M2 på Helsinkis metro i bydelen Kulosaari på øen med samme navn i Helsinki. Den ligger 1,442 kilometer från Herttoniemi og 1,816 kilometer fra Kalasatama.
Kulosaari, der er metroens mindste station, er tegnet af Jaakko Ylinen og Jarmo Maunula. Den åbnede 1. juni 1982, og er senere blevet renoveret.